# Joyce King
Joyce Alice King (Sídney, Australia, 1 de septiembre de 1920-Willoughby, Nueva Gales del Sur; 10 de junio de 2001) fue una atleta australiana, especialista en la prueba de 4 x 100 m en la que llegó a ser subcampeona olímpica en 1948.

## Carrera deportiva
En los Juegos Olímpicos de Londres de 1948 ganó la medalla de plata en los relevos de 4 x 100 metros, corriéndolos en un tiempo de 47.6 segundos, se mantuvo en primera posición hasta que fue alcanzada por la corredora neerlandesa Fanny Blankers-Koen a pocos metros de la meta. Quedó por delante del equipo de Canadá. Sus compañeras de equipo fueron: June Maston, Betty McKinnon y Shirley Strickland. Esta fue la primera medalla de relevos de Australia en atletismo olímpico.
Compitió además en las modalidades de 100 metros femenino, donde quedó en cuarta posición con un tiempo de 13.1 segundos y en la de 200 metros donde quedó en sexta posición con un tiempo de 25.9.